# 诺沃塞利察 (波皮利尼亚市镇)
49°53′46″N 29°37′5″E / 49.89611°N 29.61806°E

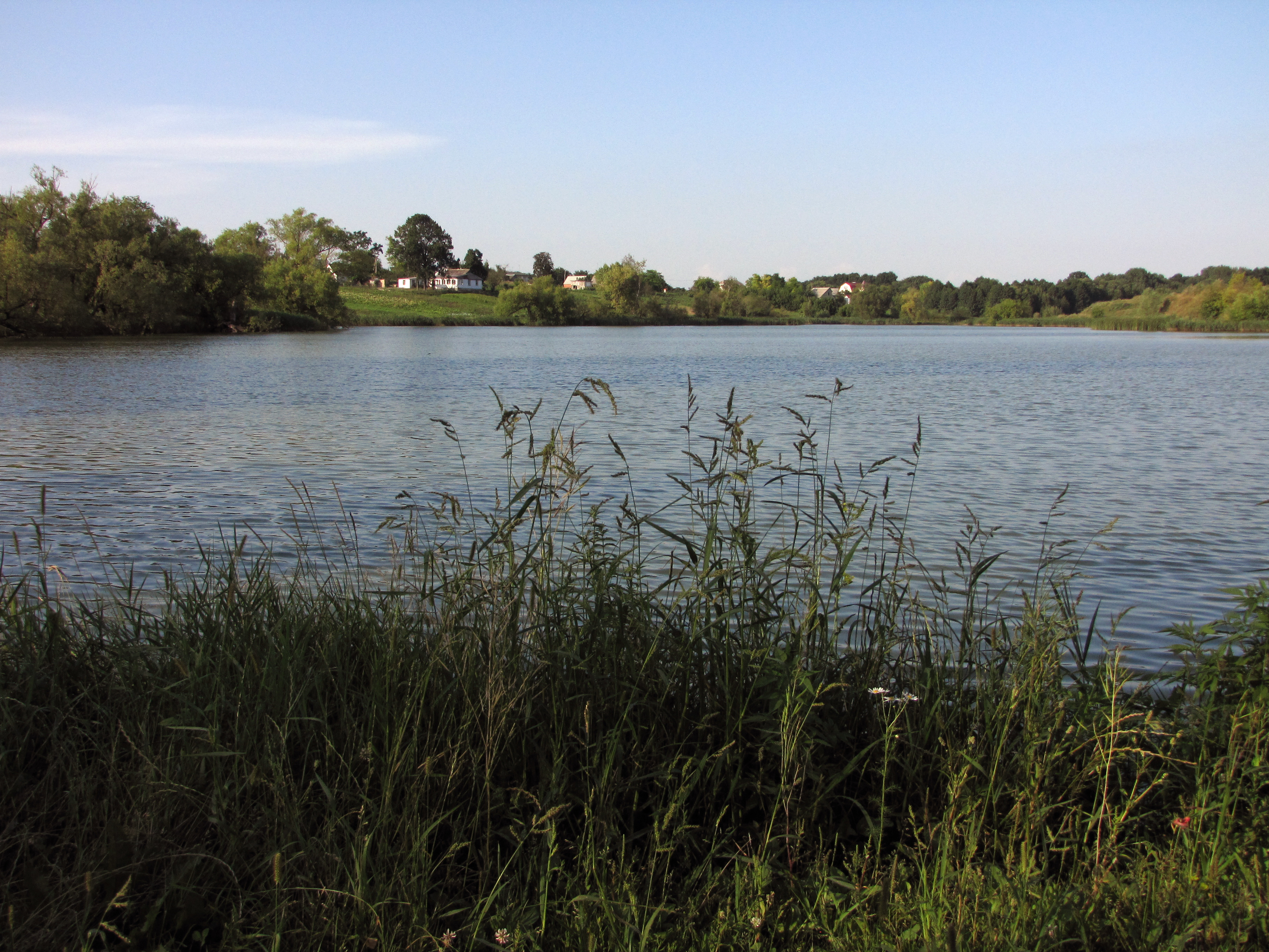
池塘

诺沃塞利察（烏克蘭語：Новоселиця）是位於烏克蘭北部日托米爾州日托米爾區波皮利尼亚市镇的村莊，始建於1720年，面積3.22平方公里，海拔高度205米，2001年人口726，人口密度每平方公里225.19人。